# حساسیت غذایی

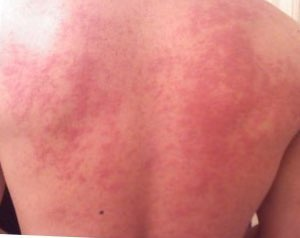

حساسیت غذایی عبارت است از واکنش پیش از اندازه دستگاه ایمنی به برخی غذاها یا موادی که معمولاً بی‌خطرند. این واکنش‌های نامطلوب ممکن است ارثی یا ناشی از یک نقص اکتسابی بیوشیمیایی باشند. علایم ممکن است در عرض چند دقیقه یا تا ۲ ساعت پس از خوردن آن غذای به خصوص بروز کنند. در بعضی موارد، امکان دارد علایم ۱ تا ۲ روز بعد نیز ظاهر نشوند. اسهال، درد شکمی، نفخ و باد شکم‌، کهیر، تورم صورت، خارش، تورم دست‌ها و پاها، آسم، تهوع و استفراغ، سرفه، سردرد میگرنی‌ و غش یا حالت نزدیک به غش از نشان‌های این بیماری می‌باشد.

## دلایل
هرگونه غذا یا ماده‌ای که بلعیده می‌شود می‌تواند باعث بروز واکنش آلرژیک شود. شیر گاو، زرده تخم‌مرغ، گندم، سویا، بادام کوهی یا همان پسته شامی،بادمجان،ماهی، آجیل‌های درختی (مثل گردوی معمولی)، صدف دریایی، خربزه، کنجد، تخم آفتاب‌گردان، و شکلات غذاهایی هستند که بیشتر باعث این حالت می‌شوند.

## دارو
درمان اصلی اجتناب از مصرف غذای آلرژی زا میباشد هرچند دارویی برای درمان کامل حساسیت غذایی وجود ندارد، اما از بعضی از داروها (مانند آنتی هیستامینها و کورتونها) می‌توان برای تخفیف یا رفع علایم استفاده نمود. حساسیت زدایی نیز گاه کاملاً مؤثر است.